# Polzet del Pacífic
El polzet del Pacífic (Amorphochilus schnablii) és una espècie de ratpenat de la família dels furiptèrids, que pertany al gènere monotípic Amorphochilus. Viu a les costes rocoses de Xile, l'Equador i el Perú.
Fou anomenat en honor del metge i entomòleg polonès Johann Andreas Schnabl.